# Адалберт фон Зомершенбург
Адалберт фон Зомершенбург (на немски: Adalbert Graf von Sommerschenburg Pfalzgraf von Sachsen; * ок. 1130/пр. 1142, † между 15 януари и 17 март 1179) е граф на Зомершенбург, от 1158 г. пфалцграф на Саксония, фогт на Кведлинбург, Мариентал и Хуйзбург.
Той е син на пфалцграф Фридрих II фон Зомершенбург от Саксония († 1162) и съпругата му Луитгард фон Щаде (1110 – 1152) (по-късно кралица на Дания), дъщеря на граф Рудолф I фон Щаде († 1124), маркграф на Северната марка, и графиня Рихардис фон Спонхайм († 1151). Майка му е близка роднина на император Хайнрих IV. Бракът на родителите му е анулиран през 1144 г. заради близко роднинство. Майка му Луитгард е омъжена от нейния брат Хартвиг I фон Щаде втори път през 1144 г. за Ерик III крал на Дания († 1146). Бракът е бездетен и се разваля през 1146 г. След смъртта на Ерик Луитгард се омъжва трети път през 1148 г. за граф Херман II фон Винценбург († 1152).
За разлика от политиката на експанзия на саксонския херцог Хайнрих Лъв, Адалберт се се съюзява с маркграфа на Бранденбург Албрехт Мечката. Той обаче е принуден да се подчини на херцога и да му прехвърли крепостта Лауенбург на югозапад от Кведлинбург. Той се придържа към съюза на Магдебург, който формализира опозицията срещу Хайнрих „Лъвът“, херцог на Саксония, на 14 юли 1167 г. в Зантерслебен на юг от Халденслебен.

## Фамилия
Адалберт фон Зомершенбург се жени 1154 г. в Майнинген за Лиутгард фон Хенеберг († 22 ноември 1220, погребана в църквата на манастир Трощат), дъщеря на граф Бертхолд I/IV фон Хенеберг, бургграф на Вюрцбург († 1159) и Берта фон Путелендорф († 1190). Бракът е бездетен.